# فنيشية
هي أيديولوجية سياسية اجتماعية اقتصادية، منظرها والأب الروحي لها هو فنيش.
تتبنى الاشتراكية كنظام اقتصادي، لكنها تشجع المبادرة الفردية والابتكار. ترفض الرأسمالية وتعتبرها أساس المشاكل
في العالم.